# بين زيمر
بين زيمر (بالإنجليزية: Ben Zimmer)‏ هو معجمي أمريكي، ولد في 1971.